# Parafia Świętego Krzyża w Łowiczku
Parafia Świętego Krzyża w Łowiczku – parafia rzymskokatolicka, znajdująca się w diecezji włocławskiej, w dekanacie bądkowskim. 

## Duszpasterze
- proboszcz: ks. Dawid Drapała (od 2019)

## Kościoły
- kościół parafialny: Kościół Podwyższenia Krzyża Świętego w Łowiczku